# ماريون بي. فولسوم
ماريون بي. فولسوم هو سياسي أمريكي، ولد في 23 نوفمبر 1893 في ماكراي في الولايات المتحدة، وتوفي في 27 سبتمبر 1976 في روتشستر في الولايات المتحدة. نشط حزبياً في الحزب الجمهوري. وقد انتخب United States Secretary of Health, Education, and Welfare ‏ (1 أغسطس 1955 – 31 يوليو 1958).

## وصلات خارجية
- ماريون بي. فولسوم على موقع مونزينجر (الألمانية)
- ماريون بي. فولسوم على موقع إن إن دي بي (الإنجليزية)